# Смольянинов, Герман Александрович
Ге́рман Алекса́ндрович Смольянино́в (8 сентября 1932, Москва — 4 ноября 2017, Москва) — сотрудник органов государственной безопасности СССР, начальник Управления по Курганской области, советский волейболист, игрок сборной СССР (1952—1958). Чемпион мира 1952. Нападающий. Мастер спорта СССР, генерал-майор.

## Биография
Герман Александрович Смольянинов родился 8 сентября 1932 года в городе Москве.
Выступал за команды: 1951 — ЦДКА, с 1952 — «Динамо» (Москва). В составе «Динамо» становился серебряным (1952, 1953, 1958) и бронзовым (1965) призёром чемпионатов СССР, победителем Кубка СССР 1952. Серебряный призёр первенства СССР и Спартакиады народов СССР 1956 в составе сборной Москвы.
В сборной СССР в официальных соревнованиях выступал в 1952—1958 годах. В её составе: чемпион мира 1952, бронзовый призёр мирового первенства 1956, бронзовый призёр чемпионата Европы 1958, участник европейского первенства 1955.
В 1958 году окончил Московское высшее техническое училище им. Н. Э. Баумана.
Затем окончил Высшую школу КГБ СССР им. Ф. Э. Дзержинского .
В 1982—1987 годах был начальником Управления Комитета государственной безопасности СССР по Курганской области. 
Генерал-майор в отставке.
Герман Александрович Смольянинов умер 4 ноября 2017 года. Похоронен на Троекуровском кладбище Западного административного округа города Москвы.

## Семья
Жена Зинаида Михайловна (урожд. Кузькина) (5 августа 1931—3 июня 2019), советская волейболистка, кандидат исторических наук.